# Fàbrica Isidre Comas
La Fàbrica Isidre Comas, també coneguda com a Can Comas (Ca l'Isidre o Cal Sidro), era un recinte industrial de Granollers (Vallès Oriental), del que només s'ha conservat la xemeneia i l'edifici d'entrada a l'antic recinte, inclosos a l'Inventari del Patrimoni Arquitectònic de Catalunya. El seu fons es conserva a l'Arxiu Municipal de Granollers.

## Història
A mitjans de la dècada del 1870, els germans Bonaventura i Isidre Comas i Gras, de Sant Feliu de Codines, es van establir a Granollers i es van associar amb Josep Umbert, instal·lant alguns telers  mecànics en una fàbrica de bregar cànem d'Eusebi Bofill, que ja disposava d'una màquina de vapor. A mitjans de la dècada del 1890, els germans Comas traslladaren la producció a l'antiga fàbrica de Can Puntas, al carrer de Sant Jaume, 20, i posteriorment al número 60 del mateix carrer. El 1897 demanaren permís per a suprimir dos trams de carrers que travessaven uns terrenys de la seva propietat i construir-hi una fàbrica de teixits segons el projecte de l'arquitecte Bonaventura Bassegoda i Amigó. Aquell mateix any, la raó social Bonaventura i Isidre Comas tenia 40 telers, segons Salvador Llobet. El 1899 van demanar permís per a construir un tint de cotó al número 74.
El 1918 ja tenia un patrimoni de 174 telers mecànics i el 1927 una plantilla de 150 treballadors. L'activitat creixeria durant les dècades de 1920 i 1930, convertint-se en una societat anònima amb el nom Hilados y Tejidos Comas SA. El 1926, Josep Comas i Torres, fill de Bonaventura i conegut com a Pepet o Pepitu, administrador de la societat, demanà permís per a fer una ampliació, i novament el 1934 per a reformar la fàbrica pel carrer de Joan Montañà i Riera. Durant la Guerra Civil, la fàbrica fou col·lectivitzada i el 1937, Peret i Ventura, germans de Josep, foren assassinats.
Entre 1943 i 1944, els germans Julio i Álvaro Muñoz Ramonet compraren 
l'empresa a Josep Comas per 19 milions de pessetes, establint la seu social a la Torre Muñoz del passeig de Gràcia de Barcelona. Entre 1944 i 1952, la fàbrica de Granollers va ser ampliada, destacant la façana del carrer d'Anníbal i la construcció d'una gran nau al costat del carrer de Fontanella. El 1959, Hilados y Tejidos Comas SA va ser absorbida per Sobrinos de Juan Batlló SA, constituint-se així el grup empresarial Unión Industrial Textil SA (UNITESA).
Durant la dècada del 1960, la fàbrica patiria un procés de crisi que culminaria amb el seu tancament el 1967, quan tenia uns 412 treballadors. Posteriorment, les instal·lacions serien utilitzades per petites empreses i tallers d'artesans, així com entitats culturals i ciutadanes. En una de les naus s'hi va trobar un gran nombre de documents de l'empresa que van ser ingressats a l'arxiu municipal, constituint un fons documental d'important rellevància per a la ciutat.
Finalment, el 2006 les filles de Julio Muñoz Ramonet van constituir una immobiliària per a construir-hi 170 habitatges. El projecte, obra de l'estudi d'arquitectura Batlle i Roig, va suposar l'enderrocament de les naus i la creació d'una plaça.

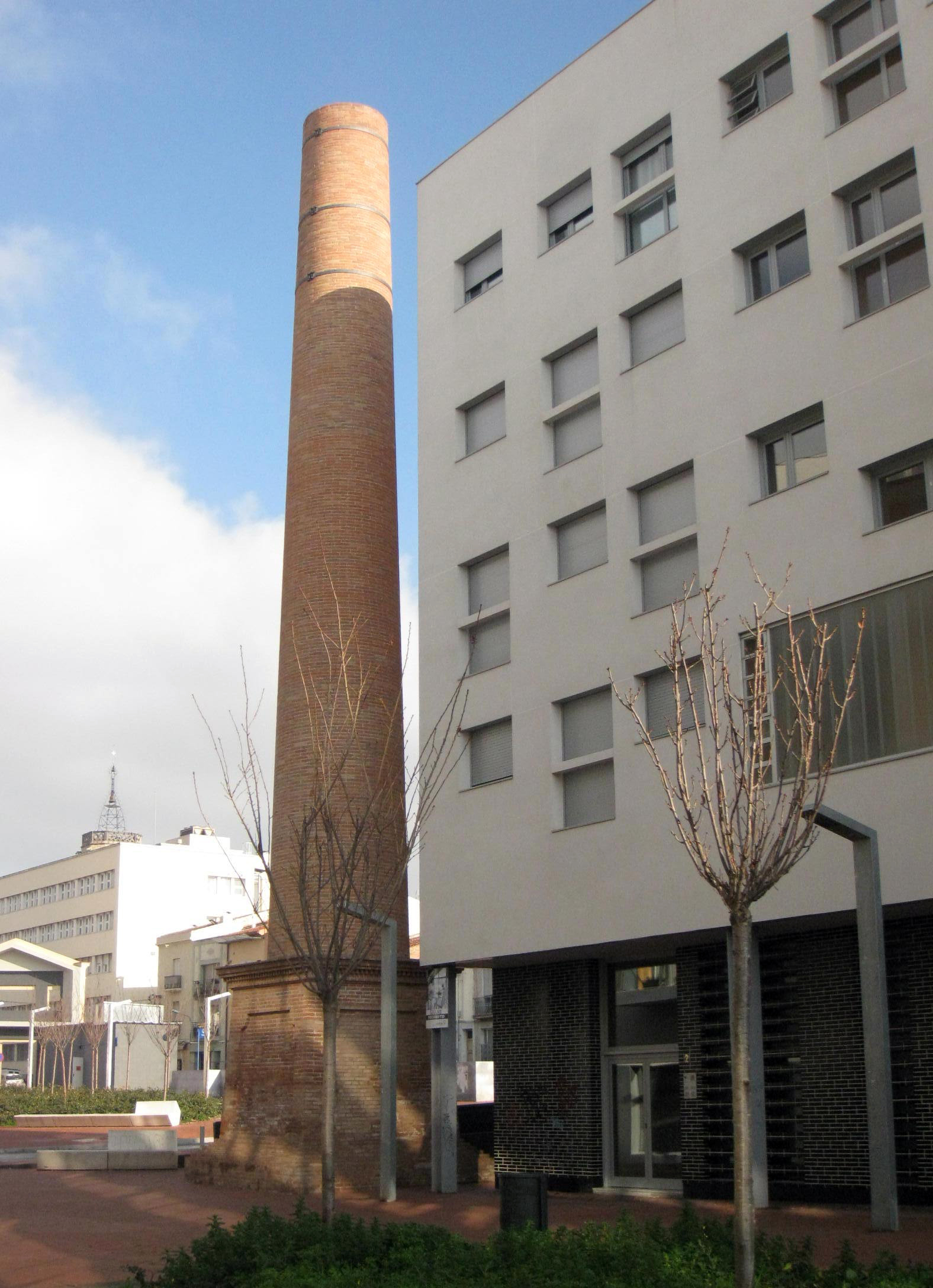
Xemeneia de la fàbrica

## Descripció
Edifici industrial de planta i pis cobert a dues vessants, en un espai quadrangular, amb dues façanes: una al carrer de Sant Jaume, l'altre a l'interior. La façana exterior està composta per una successió lineal de finestres que, al plànol original, són obertures el·líptiques, però que ara presenten el mar pla. La porta d'accés està rematada per un gran frontó d'estil clàssic.